# Jean-Baptiste Brunon
Pour les articles homonymes, voir Brunon.
Jean-Baptiste Brunon né à Marlhes (Loire) le 28 février 1913 et mort le 27 juin 1997 dans la même commune est un prélat français, évêque de Tulle de 1970 à 1984.

## Biographie
Jean-Baptiste Brunon est ordonné prêtre le 11 juin 1938, membre de la Compagnie des prêtres de Saint-Sulpice.
Le 12 mars 1965 il est nommé évêque titulaire de Vagal (de) et évêque auxiliaire de Toulouse. Il reçoit l'ordination épiscopale le 27 mai 1965 des mains de Gabriel-Marie Garrone, archevêque de Toulouse.
Le 9 juillet 1966 il est élu Supérieur général de la Compagnie des prêtres de Saint-Sulpice, poste qu'il conserve jusqu'en juillet 1972.
Le 4 avril 1970 il est nommé évêque de Tulle et le reste jusqu’au 28 avril 1984. Il est alors nommé évêque émérite de Tulle.
Jean-Baptiste Brunon est père conciliaire pour la dernière session du concile Vatican II.
Dès 1976, il introduit la cause de béatification d'Edmond Michelet, ancien ministre, pour son action à Brive-la-Gaillarde en faveur des Juifs persécutés par les nazis et sa déportation à Dachau où son comportement est exemplaire.
Visitant le Brésil dans les années 1979-1980, Jean-Baptiste Brunon est marqué par les expériences de vie communautaire.
De 1978 à 1985, il est évêque protecteur de la Fédération sportive et culturelle de France (FSCF). Dans le cadre de cette fonction, il présente en 1984 à Rome, pour l'assentiment pontifical, l'ouvrage définissant les orientations de cette fédération catholique.